# Жеремино
Жеремино  — село в Суворовском районе Тульской области России. 
В рамках административно-территориального устройства относится к Кипетской сельской территории Суворовского района, в рамках организации местного самоуправления входит в Северо-Западное сельское поселение.

## География
Расположено на реке Ока, в 87 км к западу от центра города Тулы и в 13 км к юго-западу от центра города Суворов.

## Население
| 2002 | 2010 |
| ---- | ---- |
| 67   | ↗119 |